# Francesca Cuzzoni
Francesca Cuzzoni (1700 - 1770) fou una soprano italiana.
De jove estudià amb Francesco Lanzi i debutà el 1718 a Venècia. Es feu famosa arreu d'Europa i fou una de les sopranos més sol·licitades a finals del barroc, interpretant diverses estrenes de Georg Friedrich Händel a Londres, on s'instal·là i cantà a la Royal Academy of Music. En més d'una ocasió s'enfrontà a altres cantants dalt de l'escenari, especialment amb Faustina Bordoni.
La Cuzzoni era petita i lletja, i tenia mal caràcter, i a més li mancava absolutament la capacitat d'actriu, així com els castrats tendien a ser alts, adiposos, desmanyats, maldestres (l'absència dels caràcters sexuals secundaris impedia el creixement de la barba i sovint determinava que els pits d'una dona), i no eren actors en absolut. Per contra, la Bordoni era atractiva, i pel criteri dels seu temps, una actriu consumada. Per descomptat, les dues dones s'odiaven, i la crisi esclatà el 6 de juny de 1727, durant una representació d'Astianatte, de Bononcini. Incitades pels respectius partidaris que presenciaven l'espectacle (Bordoni era la favorita de la facció de Burlington, i els admiradors de Cuzzoni eren membres del cercle de lady Pembroke), les dues dones s'abraonaren una sobre l'altra i armaren una gran trifurca amb el consegüent acompanyament de crits i estirades dels cabells. Els diaris es divertiren moltíssim, i es publicà un fulletó que relatava cop a cop l'incident: era "la versió completa i autèntica d'una molt horrible sagnant batalla entre Madame Faustina i Madame Cuzzoni". El fulletó proposava que les dues dames lluitessin en públic. Händel era precisament l'empresari aquesta nit. Rugí que la Cuzzoni era un dimoni amb faldilles, que Faustina era "la filla malcriada de Belzebú", i que ambdues eren dues trotadores.
La rivalitat arribà al punt que les representacions acabaven quasi sempre en vertaderes baralles entre els dos bàndols, pel que la Cuzzoni va haver de sortir de Londres, anant a cantar a Viena, de retorn a Itàlia, cantà a Venècia (1730) passà després a Holanda, on l'empresonaren per deutes, tornant a Londres (1748) ja vella i cansada, on no va assolir cap èxit, i retornà a la seva pàtria, morint en la més completa misèria.
Des de 1723 estava casada amb el compositor bolonyès Pier Giuseppe Sandoni, al qual abandonà el 1734.